# لو مین (بازیگر)
لو مین (به انگلیسی: Lu Min، به برمه‌ای: လူမင်) بازیگر و کارگردان اهل میانمار است که تاکنون چهار بار برنده جایزه فرهنگستان فیلم میانمار شده است. او از سال ۱۳۹۳ تا ۱۳۹۶ رئیس سازمان سینمایی میانمار بوده است. لو در طول زندگی حرفه‌ای موفق خود در بیش از ۱۰۰۰ فیلم به ایفای نقش پرداخته است.